# Carres
Carres (también llamada San Vicente de Carres y llamada oficialmente San Vicenzo de Carres) es una parroquia española del municipio de Oza-Cesuras, en la provincia de La Coruña, Galicia.

## Entidades de población
Entidades de población que forman parte de la parroquia:
- Cabanas
- Cha (A Chá)
- Chouselas
- Fondevila
- La Iglesia (A Igrexa)
- Lamela (A Lamela)
- Mato (O Mato)
- Poceira (A Poceira)
- Probaos
- Souto (O Souto)
- Vieiro (O Vieiro)
- Vilar de Corna

## Despoblados
- Casanova (A Casanova)
- Vidueiros (Bidueiros)

## Demografía
| Gráfica de evolución demográfica de Carres entre 2000 y 2019 |
|                                                              |
| Datos según el nomenclátor publicado por el INE.             |